# Walter Gress
Walter Gress (* 7. Oktober 1926 in Neckarsulm; † 4. Dezember 2001 in Welzheim) war ein deutscher Pfarrer und Politiker (SPD).

## Leben
Gress war Pfarrer der Evangelischen Landeskirche in Württemberg und hatte im Mai 1954 die zweite theologische Dienstprüfung bestanden. Von 1956 bis 1960 war er Pfarrer in Neuenstadt am Kocher. Bei der Landtagswahl in Baden-Württemberg 1960 gewann er für die SPD überraschend anstelle des bisherigen Abgeordneten Josef Lang den Wahlkreis Heilbronn-Land I und gehörte dann bis 1964 dem Landtag von Baden-Württemberg an. In der Landeskirche trat er wegen der Annahme des Mandats mit dem 11. Juni 1960 in den Ruhestand. 1962 wurde er auch in den Gemeinderat von Neckarsulm gewählt. Später kehrte Gress in den Kirchendienst zurück und war zuletzt Pfarrer an der Paul-Gerhardt-Kirche in Böblingen.